# Döhlau (Weidenberg)
Döhlau ist ein Gemeindeteil des Markts Weidenberg im Landkreis Bayreuth (Oberfranken, Bayern). Die Gemarkung Döhlau hat eine Fläche von 5,329 km². Sie ist in 605 Flurstücke aufgeteilt, die eine durchschnittliche Fläche von 8808,44 m² haben. In ihr liegen neben dem namensgebenden Ort die Gemeindeteile Erdelberg, Görau, Hilpertsgraben und Höflas.

## Lage

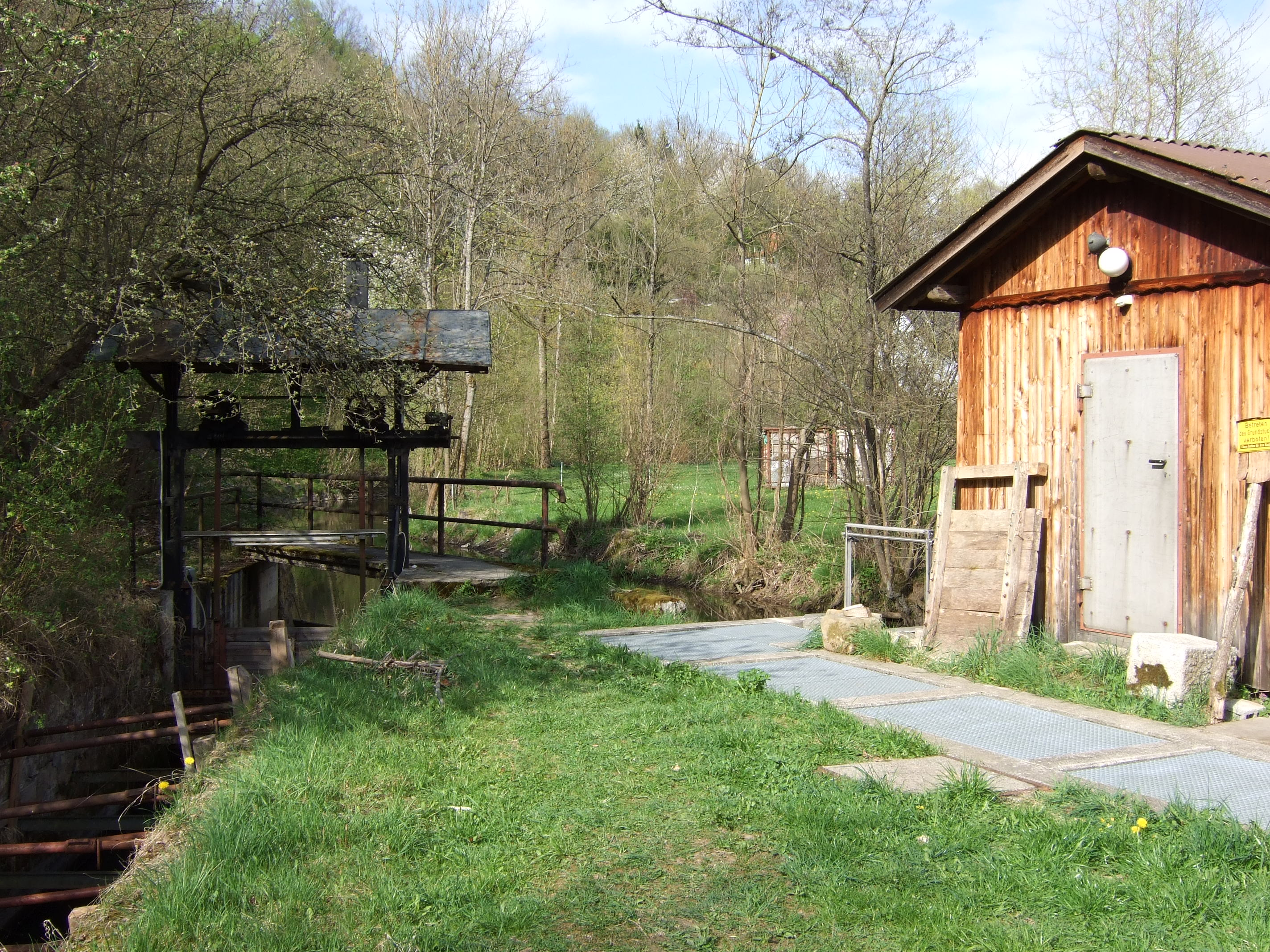
Abzweig des Döhlauer Grabens von der Warmen Steinach

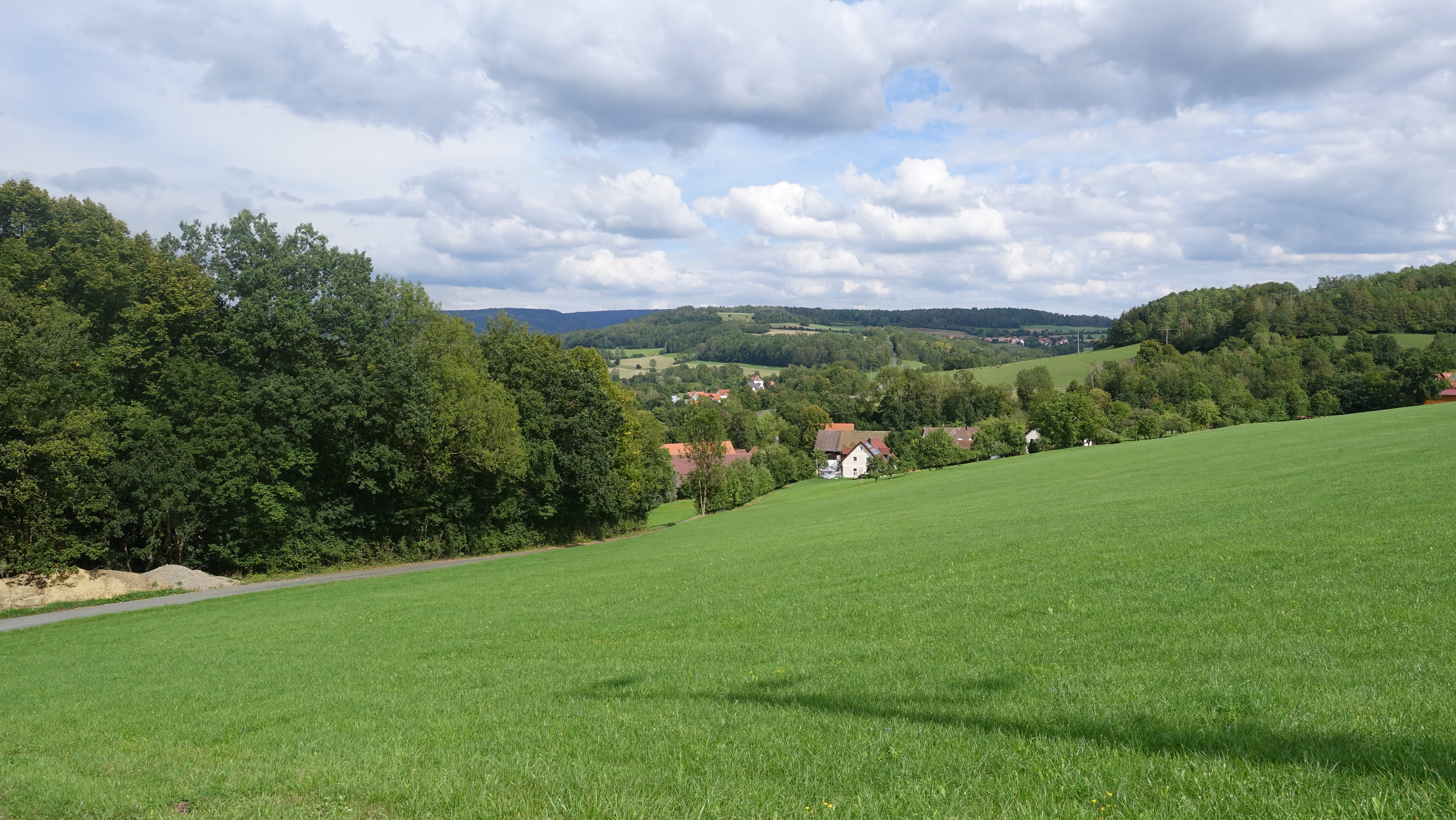
Blick von Rodersberg auf Höflas und Döhlau

Das Dorf  liegt zwischen dem Oschenberg und dem Pensen im Tal der Warmen Steinach am südwestlichen Rand des Fichtelgebirges. Im Norden grenzt das Naturschutzgebiet Steinachtal mit Deichselhölzchen an. Am westlichen Ortsrand zweigt von der Warmen Steinach der Döhlauer Graben ab, ein offener Kanal, der zur Zeit des Markgrafen Georg Wilhelm den Brandenburger Weiher speiste. Er ist von Döhlau aus bis zu einem kleinen Kraftwerk in Höhe der ehemaligen Flachsspinnerei in Friedrichsthal erhalten.
Die Staatsstraße 2181 tangiert Döhlau auf einer den Ort nordwestlich umgehenden Trasse. Eine Gemeindeverbindungsstraße führt nach Ützdorf (2,3 km südöstlich). Anliegerwege führen nach Höflas (0,6 km westlich), nach Hilpertsgraben (0,6 km südwestlich) und nach Taubenhof (0,8 km nordöstlich).

## Name
Der Name Döhlau (ehemals „Dolein“) ist vermutlich wendischer Herkunft und bedeutet Taldorf. Spätere Schreibweisen waren Dölein und Döla.

## Geschichte
Die seit dem 6. Jahrhundert im oberfränkischen Raum siedelnden Slawen, denen der Ort seinen Namen verdankt, verschwanden in der zweiten Hälfte des 11. Jahrhunderts aus der geschriebenen Geschichte.

Im Jahr 1392 wurde Döhlau im Landbuch B 1398 die örtliche Mühle erstmals urkundlich erwähnt. Im Oschenberg befand sich seit 1735 ein Gipsbergwerk, das 1998 endgültig geschlossen wurde. Unter dem Decknamen „Blicke“ existierte dort im Dritten Reich ein geheimer unterirdischer Zulieferbetrieb für die Luftwaffe.
Gegen Ende des 18. Jahrhunderts gab es in Döhlau 12 Anwesen. Die Hochgerichtsbarkeit stand dem bayreuthischen Stadtvogteiamt Bayreuth zu. Die Dorf- und Gemeindeherrschaft hatte das Hofkastenamt Bayreuth. Grundherren waren das Hofkastenamt Bayreuth (3 Viertelhöfe, 1 Mühle, 1 Haus), die Hofkanzlei Bayreuth (1 Hof, 1 Gütlein, 1 Haus), die Verwaltung Ramsenthal (1 Hof, 1 Halbhof, 1 Söldengut) und die Kaplanei Weidenberg (1 Gut).
Von 1797 bis 1810 unterstand Döhlau dem Justiz- und Kammeramt Bayreuth. Nachdem im Jahr 1810 das Königreich Bayern das Fürstentum Bayreuth käuflich erworben hatte, wurde der Ort bayerisch. Infolge des Gemeindeedikts wurde Döhlau dem 1812 gebildeten Steuerdistrikt Untersteinach zugewiesen. Zugleich entstand die Ruralgemeinde Döhlau, zu der Hilpertsgraben und Höflas gehörten. Sie war in Verwaltung und Gerichtsbarkeit dem Landgericht Weidenberg zugeordnet und in der Finanzverwaltung dem Rentamt Bayreuth (1919 in Finanzamt Bayreuth umbenannt). Mit dem Gemeindeedikt von 1818 wurde Görau eingegliedert. Ab 1862 gehörte Döhlau zum Bezirksamt Bayreuth (1939 in Landkreis Bayreuth umbenannt). Die Gerichtsbarkeit blieb beim Landgericht Weidenberg (1879 in Amtsgericht Weidenberg umgewandelt), seit 1931 ist das Amtsgericht Bayreuth zuständig. Die Gemeinde hatte 1964 eine Gebietsfläche von 5,309 km².
1896 erhielt Döhlau einen Haltepunkt an der Bahnstrecke Bayreuth–Warmensteinach. Er wurde 1948 um zwei private Umladegleise für Gips erweitert, die bis 1964 genutzt wurden. Vom Bergwerk führte eine zweigleisige Lorenbahn zur Umladeanlage. 
Mitte des 20. Jahrhunderts wurde auf dem Gemeindegebiet Erdelberg gegründet. 1971 wurde das Schulhaus geschlossen. Im Zuge der Gebietsreform in Bayern wurde die Gemeinde Döhlau am 1. Mai 1978 nach Weidenberg eingemeindet.

## Religion
Döhlau ist seit der Reformation evangelisch-lutherisch geprägt und war ursprünglich nach Nemmersdorf gepfarrt. Heute ist auch St. Johannis (Bayreuth) zuständig.